# Kumáón

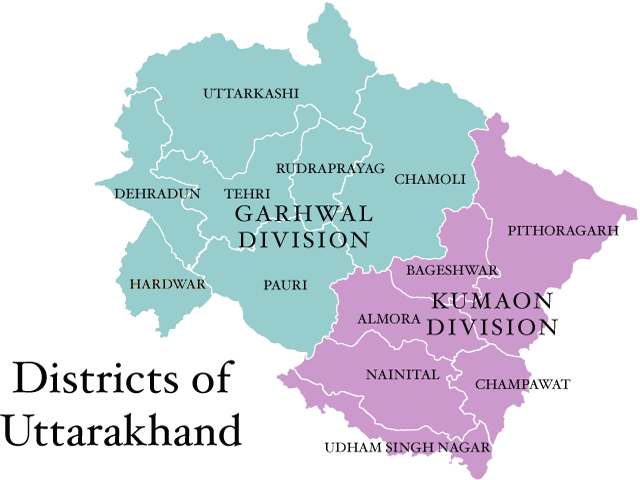
Mapa

Kumáón (hindsky कुमाऊँ, Kumāū̃, anglicky Kumaon) je historický region a jedna ze dvou správních oblastí indického státu Uttarákhand (druhou správní oblastí je Garhvál). Na severu hraničí s Tibetem, na východě s Nepálem, na jihu s Uttarpradéšem a na západě s Garhválem. Patří k němu okresy Almóra, Bagéšvar, Čampávat, Nainítál, Pithaurágarh a Udhamsinhnagar. Správním centrem Kumáónské oblasti je město Nainítál.

## Geografie
Kumáón zahrnuje velký díl Himálaje a dva podhorské pásy, vyšší bhabhar a nižší terai. Tato pásma jsou až do 1850 m pokryta neprostupným lesem ponechaným divoké zvěři. Zbytek Kumáónu tvoří bludiště hor, které jsou součástí Himálaje. V úseku dlouhém 225 km a širokém 65 km se nachází přes třicet štítů přesahujících 5500 m n. m. Řeky jako Gorí, Dhaulí a Kálí pramení většinou na jižních svazích tibetského rozvodí, severně od kumáónských hřebenů, kterými si pak prorážejí cestu hlubokými a prudce skloněnými kaňony.
Mezi hlavní zdejší stromy patří borovice Roxburghova (Pinus roxburghii), cypřiš himálajský (Cupressus torulosa), jedle pindrow (Abies pindrow), olše (Alnus) a sal (Shorea robusta). V horninovém podkladu převažuje vápenec, pískovec, břidlice, rula a žula. S výjimkou podhorských pásem a hlubokých údolí převládá mírné podnebí. Okrajové hřebeny Himálaje dostávají první zásah monzunu a srážky jsou zde dvojnásobné oproti oblastem hlouběji v horách, v průměru 1000 až 2000 mm ročně. Na vyšších hřebenech chybí zimní průsmyky bez sněhu. Mrazy bývají kruté, zejména v údolích.